# Mormopterus francoismoutoui
Mormopterus francoismoutoui (Goodman, Jansen van Vuuren, Ratrimomanarivo, Probst & Bowie, 2008) è un pipistrello della famiglia dei Molossidi endemico dell'Isola di Reunion, nell'Oceano Indiano.

## Descrizione

### Dimensioni
Pipistrello di piccole dimensioni, con la lunghezza totale tra 89 e 97 mm, la lunghezza dell'avambraccio tra 38 e 42 mm, la lunghezza della coda tra 38 e 45 mm, la lunghezza del piede tra 5 e 6,5 mm, la lunghezza delle orecchie tra 15 e 18 mm e un peso fino a 7,2 g.

### Aspetto
La pelliccia è corta e densa. Le parti dorsali sono marroni scure, mentre quelle ventrali sono più corte. Le membrane sono nere-brunastre e non mostrano nessuna particolare variazione di colore. Le orecchie sono triangolari ed unite alla base da una sottile membrana cutanea. Il naso è sottile e leggermente affossato nella parte centrale. Le labbra non sono ricoperte di pliche cutanee. La coda è lunga, tozza e si estende per più della metà oltre l'uropatagio. I maschi hanno una grossa sacca ghiandolare sulla parte inferiore del collo.

## Biologia

### Comportamento
Si rifugia all'interno di grotte o in costruzioni umane.

### Alimentazione
Si nutre di insetti.

## Distribuzione e habitat
Questa specie è conosciuta soltanto sull'Isola di Reunion, nell'Oceano Indiano. Alcuni individui catturati in Etiopia potrebbero appartenere a questa specie, sebbene siano probabilmente state trasportati involontariamente sul continente africano.
Vive in ogni tipo di habitat dell'isola fino a 2.000 metri di altitudine.

## Conservazione
Questa specie, essendo stata scoperta solo recentemente, non è stata sottoposta ancora a nessun criterio di conservazione.